# Luciano Leguizamón
Luciano Félix Leguizamón (Concepción del Uruguay, Provincia de Entre Ríos, Argentina; 1 de julio de 1982) es un exfutbolista argentino. Su posición jugaba como  delantero y su último equipo fue Gimnasia y Esgrima de Concepción del Uruguay del Torneo Federal A.

## Trayectoria
Surge y se transforma en figura de Gimnasia y Esgrima de Concepción del Uruguay, equipo con el que llega a disputar la final por el segundo ascenso a la primera división del fútbol argentino en el año 2002, ascenso que finalmente logra Arsenal de Sarandí.
En la temporada 2003-2004 juega por el Polideportivo Ejido compartiendo la delantera con el mexicano Antonio de Nigris
Es contratado por River, donde juega poco con el dorsal 35 compartiendo equipo con Javier Mascherano, Gonzalo Higuaín, Radamel Falcao entre otros, y pasa a préstamo por varios equipos, hasta llegar a Gimnasia y Esgrima La Plata, donde logra cierta regularidad. Fue muy cuestionado por los hinchas del club por haber intercambiado su camiseta con Juan Sebastián Verón en el entretiempo del partido con Estudiantes de La Plata, el clásico rival. Por este intercambio de camisetas fue separado del plantel como sanción para descomprimir la situación pero luego derivó en su salida del club platense.
Llega a Arsenal de Sarandí, donde encuentra su mejor forma y encaja en el estilo de juego del equipo, siendo el 9 de Gustavo Alfaro, luego de un breve paso por la liga de Arabia Saudita donde fue dirigido por su compatriota Enzo Trossero, vuelva al conjunto de Sarandí donde forma parte del equipo campeón del Clausura 2012, siendo una de sus figuras.
Luego de este éxito, es contratado por Independiente en últimas instancias del periodo de fichajes de mitad de año, calificado como un gran refuerzo para el equipo que dirigía Américo Gallego y por entonces, de primera. Finalmente jugó poco debido a su pésimo estado físico (no había realizado pretemporada) y poco compromiso con el club que había fichado por 3 años de contrato y terminó jugando 1 solamente. Luego del descenso de Independiente se fue del club.
En julio de 2013 llega a Colón de Santa Fe, a préstamo por 1 año. Luego del descenso se fue del club.
Ficha por el Everton chileno, donde realmente tampoco brilló pese a las oportunidades que le dieron en el club, con el cual desciende nuevamente.
A mediados del 2014 fue contratado por la Universidad Técnica de Cajamarca para afrontar la Copa Sudamericana 2014, sin embargo, tuvo un paso irregular por el UTC Cajamarca donde no le dieron oportunidades, jugó solo 3 partidos y anotó 1 gol.
El 21 de enero de 2015 fichó para Guaraní Antonio Franco, equipo que milita en el Torneo Federal A.
Desde 2016 jugaba en Gimnasia y Esgrima (CdU). Y actualmente (2023), flamante jugador del equipo entrerriano Central Larroque, dándose el gusto de compartir delantera con el máximo goleador del sur entrerriano José Urbano Quintana.

## Estadísticas

### Clubes
| Club                      | Temporada | Liga  | Liga  | Copa Nacional | Copa Nacional | CopaInternacional | CopaInternacional | Total | Total |
| Club                      | Temporada | Part. | Goles | Part.         | Goles         | Part.             | Goles             | Part. | Goles |
| ------------------------- | --------- | ----- | ----- | ------------- | ------------- | ----------------- | ----------------- | ----- | ----- |
| Gimnasia (CdU) Argentina  | 1998/99   | ?     | ?     | -             | -             | -                 | -                 | ?     | ?     |
| Gimnasia (CdU) Argentina  | 1999/00   | ?     | ?     | -             | -             | -                 | -                 | ?     | ?     |
| Gimnasia (CdU) Argentina  | 2000/01   | ?     | ?     | -             | -             | -                 | -                 | ?     | ?     |
| Gimnasia (CdU) Argentina  | 2001/02   | ?     | ?     | -             | -             | -                 | -                 | ?     | ?     |
| Gimnasia (CdU) Argentina  | Total     | 79    | 39    | -             | -             | -                 | -                 | 79    | 39    |
| River Argentina           | 2002/03   | 2     | 0     | -             | -             | -                 | -                 | 2     | 0     |
| River Argentina           | Total     | 2     | 0     | -             | -             | -                 | -                 | 2     | 0     |
| Unión Argentina           | 2002/03   | 13    | 3     | -             | -             | -                 | -                 | 13    | 3     |
| Unión Argentina           | Total     | 13    | 3     | -             | -             | -                 | -                 | 13    | 3     |
| Ejido · España            | 2003/04   | 13    | 3     | -             | -             | -                 | -                 | 13    | 3     |
| Ejido · España            | Total     | 13    | 3     | -             | -             | -                 | -                 | 13    | 3     |
| River Argentina           | 2004/05   | 2     | 0     | -             | -             | -                 | -                 | 2     | 0     |
| River Argentina           | Total     | 2     | 0     | -             | -             | -                 | -                 | 2     | 0     |
| Talleres Argentina        | 2005/06   | 32    | 11    | -             | -             | -                 | -                 | 32    | 11    |
| Talleres Argentina        | Total     | 32    | 11    | -             | -             | -                 | -                 | 32    | 11    |
| Gimnasia (LP) Argentina   | 2006/07   | 36    | 9     | -             | -             | -                 | -                 | 36    | 9     |
| Gimnasia (LP) Argentina   | 2007/08   | 14    | 1     | -             | -             | -                 | -                 | 14    | 1     |
| Gimnasia (LP) Argentina   | Total     | 50    | 10    | -             | -             | -                 | -                 | 50    | 10    |
| Arsenal Argentina         | 2007/08   | 18    | 8     | -             | -             | 6                 | 3                 | 24    | 11    |
| Arsenal Argentina         | 2008/09   | 31    | 11    | -             | -             | 6                 | 2                 | 37    | 13    |
| Arsenal Argentina         | Total     | 49    | 19    | -             | -             | 12                | 5                 | 61    | 24    |
| Al-Ittihad Arabia Saudita | 2009/10   | 11    | 2     | -             | -             | 3                 | 1                 | 14    | 3     |
| Al-Ittihad Arabia Saudita | Total     | 11    | 2     | -             | -             | 3                 | 1                 | 14    | 3     |
| Arsenal Argentina         | 2009/10   | 17    | 5     | -             | -             | -                 | -                 | 17    | 5     |
| Arsenal Argentina         | 2010/11   | 28    | 8     | -             | -             | -                 | -                 | 28    | 8     |
| Arsenal Argentina         | 2011/12   | 29    | 7     | -             | -             | 8                 | 2                 | 37    | 9     |
| Arsenal Argentina         | Total     | 74    | 20    | -             | -             | 8                 | 2                 | 82    | 22    |
| Independiente Argentina   | 2012/13   | 16    | 1     | 1             | 0             | 2                 | 0                 | 19    | 1     |
| Independiente Argentina   | Total     | 16    | 1     | 1             | 0             | 2                 | 0                 | 19    | 1     |
| Colón Argentina           | 2013/14   | 9     | 0     | -             | -             | -                 | -                 | 9     | 0     |
| Colón Argentina           | Total     | 9     | 0     | -             | -             | -                 | -                 | 9     | 0     |
| Everton · Chile           | 2014      | 7     | 0     | -             | -             | -                 | -                 | 7     | 0     |
| Everton · Chile           | Total     | 7     | 0     | -             | -             | -                 | -                 | 7     | 0     |
| UTC · Perú                | 2014      | 8     | 1     | -             | -             | -                 | -                 | 8     | 1     |
| UTC · Perú                | Total     | 8     | 1     | -             | -             | -                 | -                 | 8     | 1     |
| Guaraní AF Argentina      | 2015      | 29    | 5     | 1             | 0             | -                 | -                 | 30    | 5     |
| Guaraní AF Argentina      | Total     | 29    | 5     | 1             | 0             | -                 | -                 | 30    | 5     |
| Gimnasia (CdU) Argentina  | 2016      | 10    | 6     | -             | -             | -                 | -                 | 10    | 6     |
| Gimnasia (CdU) Argentina  | 2016/17   | 15    | 4     | -             | -             | -                 | -                 | 15    | 4     |
| Gimnasia (CdU) Argentina  | 2017/18   | 26    | 9     | 2             | 1             | -                 | -                 | 28    | 10    |
| Gimnasia (CdU) Argentina  | 2018/19   | 23    | 5     | 2             | 0             | -                 | -                 | 25    | 5     |
| Gimnasia (CdU) Argentina  | 2019/20   | 17    | 4     | -             | -             | -                 | -                 | 17    | 4     |
| Gimnasia (CdU) Argentina  | Total     | 91    | 28    | 4             | 1             | -                 | -                 | 95    | 29    |
| Total                     | Total     | 485   | 142   | 6             | 1             | 25                | 8                 | 516   | 151   |

## Palmarés

### Campeonatos nacionales
| Título           | Club               | País      | Año    |
| ---------------- | ------------------ | --------- | ------ |
| Primera División | Arsenal de Sarandí | Argentina | C-2012 |

### Copas internacionales
| Título           | Club               | País  | Año  |
| ---------------- | ------------------ | ----- | ---- |
| Copa Suruga Bank | Arsenal de Sarandí | Japón | 2008 |

### Distinciones individuales
| Distinción                                                | Año  |
| --------------------------------------------------------- | ---- |
| Máximo goleador en Primera División de Arsenal de Sarandí | 2012 |